# 脱毛琴叶悬钩子
脱毛琴叶悬钩子（学名：Rubus panduratus var. etomentosus）为蔷薇科悬钩子属下的一个变种。

## 扩展阅读
- 維基物種上的相關：脱毛琴叶悬钩子